# Rafael Rey
Rafael Rey Rey (né à Lima au Pérou, le 26 février 1954) est un ingénieur industriel, homme politique, banquier et débatteur de télévision péruvien. Il exerce actuellement la charge de directeur de la banque centrale de réserve du Pérou. Il a été aussi congressiste de la République, parlementaire andin, ministre de la Défense et ministre de la Production du Pérou. Rafael Rey est le fondateur du parti Rénovation nationale (Renovación Nacional) et a collaboré au mouvement Liberté (Movimiento Libertad) de Mario Vargas Llosa, et au parti populaire chrétien (Partido Popular Cristiano), ainsi qu'à l'APRA et à Force populaire (Fuerza Popular).

## Biographie
Rafael Rey est le fils de Ricardo Rey Polis (professeur universitaire) et d'Elsa Rey Elmore, aîné de huit frères et sœurs. Il poursuit ses études au collège des Frères maristes San Isidro de Lima, puis étudie le génie industriel à l'université privée de Piura (dont son père a été le premier recteur) et ensuite à l'université pontificale catholique du Pérou.
Entre 1978 et 1982, il travaille au Grupo Romero où il lance quatre entreprises (Ransa Depósito Aduanero, Frigoríficos Ransa, Agencia Marítima Santa Sofía et Terminal de Almacenamiento Ransa). Entre 1982 et 1990, il est directeur général gérant de Crowley Perú Cía. Naviera. En 1990, il entre dans la politique active.
Le 27 octobre 2016, Rafale Rey est élu au congrès de la République ;  il est directeur de la Banque centrale de réserve du Pérou (BCRP). À partir de 2011, il dirige conjointement avec José Barba Caballero l'émission télévisée Rey con Barba pour Willax Televisión, en 2015 à la Panamericana Televisión,  et de nouveau à partir de 2016 à la Willax Televisión, l'émission s'intitulant Rey con Barba y Tudela en 2018 avec l'arrivée de Francisco Tudela.

## Trajectoire politique
En 1987, Rafael Rey participe à la fondation du Movimiento Libertad, dirigé par Mario Vargas Llosa dont il est nommé secrétaire national adjoint idéologique, membre du comité exécutif et secrétaire départemental de Lima. En 1990, il est élu député pour le FREDEMO. En août 1992, il s'éloigne de ce parti et se rapproche des hommes d'Alberto Fujimori ; il fonde alors le parti Renovación Nacional (RN)  et après l'auto-coup d'État de 1992, il est élu au Congrès constituant démocratique, où il occupe le poste de vice-président.
Rafael Rey est réélu au Congrès de la République en 1995 pour le parti Renovación Nacional (RN), ainsi qu'en 2000 et en 2001. Aux élections générales de 2001, il donne son appui à Lourdes Flores du parti populaire chrétien et il est l'un des cinq élus péruviens au parlement andin, puis réélu en 2011.
Le 28 juillet 2006, après s'être éloigné du parti de Mario Vargas Llosa pour le parti populaire chrétien, il est nommé ministre de la  Production (ministre de l'Industrie, de la Pêche et du Commerce intérieur) du gouvernement d'Alan García (de l'APRA). En octobre 2008, il est nommé ambassadeur du Pérou en Italie. Le 11 juillet 2009, il assume la charge de ministre de la Défense , jusqu'au 15 septembre 2010, lorsqu'il est remplacé par Jaime Thorne León. Sa participation au gouvernement de García provoque sa rupture avec Lourdes Flores.
En même temps, il est membre du directoire de l'Institut de formation pour l'action politique et de l'Institut péruvien d'économie de marché (2000-2006) ; il est également membre de la commission consultative du ministère des relations extérieures. Aux élections présidentielles de 2011, il appuie la candidature de Keiko Fujimori, fille d'Alberto Fujimori, pour le parti Fuerza Popular 2011, se présentant en tant que candidat vice-président du Pérou. Son adversaire principal pendant la campagne est son ancien compagnon de parti du Movimiento Libertad, Mario Vargas Llosa. L'élection présidentielle est gagnée par le socialiste Ollanta Humala. À partir de 2016, Rafael Rey dirige une émission politique à la télévision avec José Barba Caballero (ancien de l'APRA), puis en plus avec Francisco Tuleda.
Rafael Rey s'affronte d'un point de vue idéologique avec certaines organisations de défense des Droits de l'Homme et critique la Commission de la vérité et de la réconciliation qui rédige un rapport controversé sur l'époque du terrorisme au Pérou.
Le 27 octobre 2016, il est congressiste de la République en tant que directeur de la banque centrale de réserve du Pérou (BCRP). Cette nomination provoque une polémique, étant donné que Rafael Rey n'a d'expérience ni en matière économique ni en politique monétaire.